# التنظيم الوحدوي الشعبي الناصري
التنظيم الوحدوي الشعبي الناصري حزب سياسي يمني ذو انتماء قومي عربي. وهو أحد أحزاب تكتل اللقاء المشترك.
حصل الوحدوي الناصري في انتخابات 1993 البرلمانية على مقعد واحد، وحصل في انتخابات 1997 البرلمانية على ثلاثة مقاعد نيابية وقام بدعم العديد من المرشحين الآخرين والتصويت لهم في نحو 20 دائرة انتخابية فازوا بها في انتخابات 1997 وهم من الناصريين السابقين أو المتعاطفين مع التنظيم.

## العملية السياسية
- مارس النشاط الحزبي سرياً حتى عام 1989.
- لم يشارك في السلطة التنفيذية منذ ممارسته للنشاط الحزبي.
- شارك في الانتخابات النيابية الأولى 27 ابريل 1993 وحصل على مقعد واحد.
- شارك في الانتخابات النيابية الثانية 27 ابريل 1997 وحصل على ثلاثة مقاعد من إجمالي مقاعد البرلمان (301).
- لم يرشح أحد في الانتخابات الرئاسية 1999.
- شارك في الانتخابات النيابية الثالثة 27 ابريل 2003 وحصل على 3 مقاعد من مقاعد مجلس النواب.
- أحد أحزاب اللقاء المشترك ودعم مرشح تكتل اللقاء المشترك فيصل بن شملان في الانتخابات الرئاسية 2006 .[2]

## وصلات خارجية
الموقع الرسمي للتنظيم الوحدوي الشعبي الناصري..